# Norra Espholm
Norra Espholm este o arie protejată (arie specială de conservare — SAC, sit de importanță comunitară — SCI) din Finlanda întinsă pe o suprafață de 0,5 ha, integral pe uscat.

## Localizare
Centrul sitului Norra Espholm este situat la coordonatele 60°04′01″N 19°57′34″E / 60.066944°N 19.959444°E.

## Înființare
Situl Norra Espholm a fost declarat sit de importanță comunitară în octombrie 1997 pentru a proteja un număr necunoscut de specii din flora spontană și fauna sălbatică aflate în arealul zonei. Situl a fost protejat și ca arie specială de conservare în decembrie 2015.

## Biodiversitate
Situată în ecoregiunea boreală, aria protejată conține 1 habitat natural: Păduri caducifoliate de mlaștină fino-scandinave.
La baza desemnării sitului se află un număr nedeclarat de specii protejate.